# Кочержинский
Кочержи́нский — хутор в Ипатовском районе (городском округе) Ставропольского края Российской Федерации.

## Варианты названия
- Кочервинский,
- Кочерженский,
- Кочерживского,
- Кочерхивский[2].

## Географическое положение
Расстояние до краевого центра: 113 км. Расстояние до районного центра: 9 км.

## История
По состоянию на 1909 год хутор Кочержинского вместе с хутором Полтавским и женским монастырём входил в состав села Винодельного (Чемрек). Упоминается в списке населённых пунктов на 1916 год как посёлок Кочержинский Винодельненской волости Благодарненского уезда.
С начала 1930-х годов хозяйства, расположенные в населённых пунктах Бондаревский, Винодельный, Водный и Кочержинский, были присоединены к колхозу им. Шейко.
Согласно спискам за 1925, 1926, 1939, 1953, 1957, 1966 и 1970 годы хутор Кочержинского (Кочержинский) в административном отношении входил в состав Виноделенского (Ипатовского) сельсовета.
До 1 мая 2017 года хутор входил в упразднённое городское поселение Ипатово.

## Население
| 1925 | 1926 | 1989 | 2002 | 2010 | 2014 | 2023 |
| ---- | ---- | ---- | ---- | ---- | ---- | ---- |
| 273  | ↗320 | ↘260 | ↗274 | ↘268 | ↗300 | ↗373 |

По данным переписи 2002 года, 96 % населения — русские.

## Связь и телекоммуникации
В 2016 году в посёлке введена в эксплуатацию точка доступа к сети Интернет (передача данных осуществляется посредством волоконно-оптической линии связи).